# RSV Nuyina
Le RSV Nuyina est un brise-glace et un navire océanographique appartenant au groupe Serco. Il est destiné à accéder et à ravitailler les bases antarctiques australiennes. Le navire peut déployer une large gamme de véhicules, y compris des hélicoptères, des barges de débarquement et des camions amphibies, afin de mettre en œuvre les opérations de réapprovisionnement. Le nouveau navire fournit une plate-forme moderne pour la recherche en sciences marines sur la glace de mer et en eau libre avec un grand pont ouvert pour le lancement et la récupération d'équipements d'échantillonnage et de véhicules télécommandés. Il remplace l'ancien Aurora Australis.

## Histoire

### Construction
Le concept original du navire a été développé par la société d'ingénierie danoise Knud E. Hansen. La conception et la construction sont gérées par le groupe néerlandais Damen Group, qui a construit le navire sur son chantier de Galati en Roumanie à la suite d'un accord contractuel conclu le 28 avril 2016 avec DMS Maritime (sous le nom de Serco Group). La pose de la quille a eu lieu en août 2017 lors d'une cérémonie lors de laquelle des pièces de monnaie originaires du Danemark, des Pays-Bas, de Roumanie et d'Australie y ont été soudées. En septembre 2018, la coque a été mise à l'eau avec succès au quai du constructeur.
Le coût du navire est de 528 millions de dollars australiens.

### Choix du nom
Le 29 septembre 2017, le ministre de l'Environnement, Josh Frydenberg, a annoncé que le navire portera le nom de Nuyina. Ce nom est le mot dans la langue palawa kani des Aborigènes de Tasmanie pour dire Aurore polaire. Il a été suggéré par des élèves lors d'une consultation tenue au St Virgil's College de Hobart et de la Primary Harbour Primary School, près de Perth, en Australie occidentale.
Le nom Nuyina évoque les noms de navires ayant participé à des recherches et à des enquêtes sur l'Antarctique australien : 
- Aurora Australis (de 1989 à 2017),
- SY Aurora (1876-1918), utilisé par Douglas Mawson pour explorer le continent (1910-1914) et Ernest Henry Shackleton

### Mise en service
Le RSV Nuyina est exploité par Serco Defence sous la direction de le Département australien de l'Antarctique (AAD) pour le gouvernement australien. Il devait initialement arriver à son port d'attache de Hobart en 2020, puis effectuer son premier voyage en Antarctique pour la saison estivale 2020-2021. En raison des retards pris avec la pandémie de Covid-19 puis de malfonctions des systèmes de sécurité découvertes en 2021 ayant entrainé des travaux importants, le voyage inaugural vers l'Antarctique a finalement lieu en janvier 2022. Des défauts de propulsion oblige le constructeur à changer la ligne de propulsion à Singapour en 2022, annulant la campagne d'activité en Antarctique pour la saison 2022-2023. Il est réadmis au service en mai 2023.
En août 2023, le journal britannique The Guardian révèle dans un article consacré au RSV Nuyina que le bateau n'a pas obtenu l'autorisation de passer sous le Tasman Bridge à Hobart en raison de sa hauteur trop élevée malgré les assurances du constructeur. Ce défaut de conception oblige donc le navire à faire un détour de plusieurs centaines de kilomètres sur la côte nord de la Tasmanie, à Burnie, pour pouvoir remplir ses cuves de fuel alors que l'ensemble des installations pétrolières se trouvent juste en amont du Tasman Bridge sur la Derwent River à Selfs Point. Cette décision des autorités de contrôle de Tasmanie – TasPorts – est prise notamment en raison d'un précédent accident, le « désastre du Tasman Bridge », ayant fortement endommagé le pont en 1975 à la suite d'une collision d'un vraquier sur les piliers ayant entrainé douze morts et l'effondrement d'une partie de l'ouvrage.